# Дротенко Марія Сергіївна
Марія Сергіївна Дротенко (нар. 1927, хутір Хаджидер Аккерманського повіту, Румунія, тепер село Лиман Татарбунарського району Одеської області — ?) — радянська діячка, новатор сільськогосподарського виробництва, бригадир тракторної бригади Маразліївської МТС Тузлівського району Ізмаїльської області. Депутат Верховної Ради УРСР 3—5-го скликання.

## Життєпис
Народилася в селянській родині, у 1930 році помер батько. З дитинства наймитувала в заможних селян. Під час німецько-радянської війни у 1943—1944 роках працювала на громадських роботах в Румунії.
У 1944 році, після окупації Бессарабії радянськими військами, повернулася на хутір Лиман, вступила до колгоспу, де працювала ланковою. Була членом комсомолу (ЛКСМУ). У 1947 році закінчила курси трактористів у Ізмаїльській області.
Член КПРС.
У 1949—1958 роках — бригадир молодіжно-комсомольської жіночої тракторної бригади № 4 Маразліївської машинно-тракторної станції (МТС) Тузлівського району Ізмаїльської області. З 1958 року працювала бригадиром жіночої тракторної бригади колгоспу «Україна» Саратського (Татарбунарського) району Одеської області.
Марії Дротенко була присвячена «Пісня про Марію Дротенко» (1953 р.) авторства Павла Тичини.

## Нагороди
- орден Трудового Червоного Прапора (26.02.1958)
- ордени
- медалі
- Почесна грамота Президії Верховної Ради Української РСР (7.03.1960)